# 笠弘興
笠 弘興（かさ の ひろおき）は、平安時代前期の貴族。越前守・笠豊興の子。官位は従五位下・丹波守。

## 経歴
木工権助を経て、貞観元年（859年）従五位下に叙爵。貞観3年（861年）土佐守に任ぜられると、尾張権介・遠江守・丹波（権）守と、一時的に民部少輔を挟んで地方官を歴任する。
貞観18年（876年）に大極殿で火災が発生した際に、放火の嫌疑を受けて、前丹波守・安倍房上と共に捕らえられ拘禁された。房上は陽成朝において河内守に任ぜられ官人としての活動が見られるが、その後の弘興の消息は明らかでない。

## 官歴
『日本三代実録』による。
- 時期不詳：正六位上。木工権助
- 貞観元年（859年） 11月19日：従五位下
- 貞観3年（861年） 5月20日：土佐守
- 貞観4年（862年） 正月13日：尾張権介
- 貞観5年（863年） 2月10日：民部少輔
- 貞観6年（864年） 正月16日：遠江守。3月8日：民部少輔。10月14日：丹波権守
- 貞観7年（865年） 3月9日：丹波守

## 系譜
- 父：笠豊興[3]
- 母：不詳
- 妻：不詳
  - 男子：笠道興[3]